# Refugio antiaéreo de Santander
El refugio antiaéreo de Santander es un refugio antiaéreo de la guerra civil española situado en la plaza del Príncipe de la ciudad española de Santander, Cantabria. Forma parte del anillo cultural de la ciudad.
Fue inaugurado durante la Guerra civil española bajo el nombre de Refugio antiaéreo Mariana Pineda, debido a que fue construido bajo la plaza homónima.

## Historia
Con motivo de la Guerra civil española, se construyeron más de 100 refugios por toda la ciudad para protegerse de los bombardeos. Entre ellos, el Refugio antiaéreo Mariana Pineda, situado en pleno centro de la ciudad, destinado en primera instancia a los mandos militares y al gobierno de la ciudad.

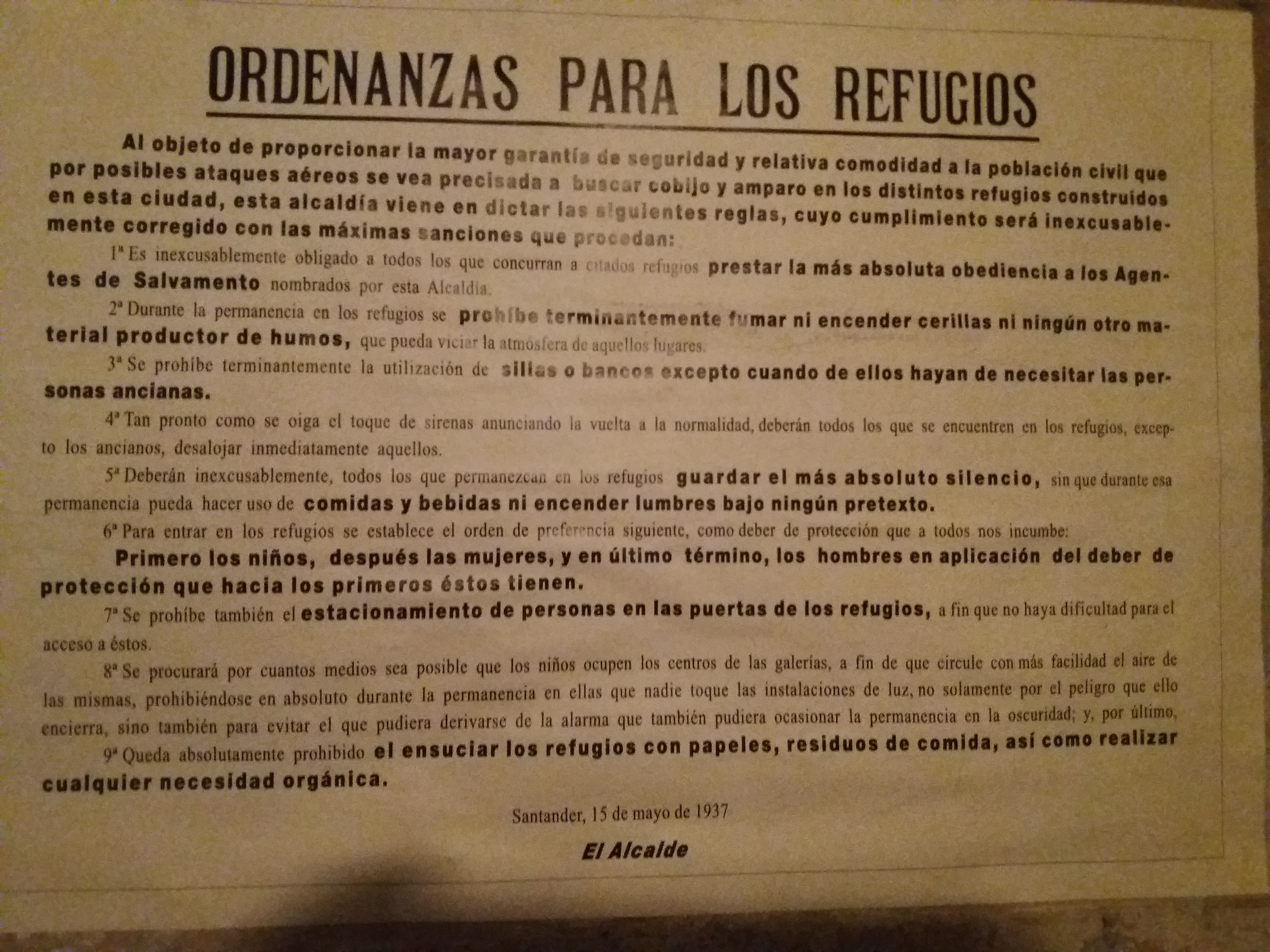
Ordenanzas para los refugios, documento expuesto en el Refugio antiaéreo de Santander.

Fue construido en la primavera de 1937, con hormigón y constaba de una planta rectangular, dividida en tres galerías comunicadas (de 1,60 metros de ancho cada una). Las obras duraron un mes y estaba destinado a albergar a 70 personas. Tras la guerra fue abandonado y la humedad y las filtraciones de agua lo degradaron. El incendio que sufrió Santander en 1941 terminó por sepultarlo.
Fue descubierto en 2006 a raíz de unas obras de remodelación de la Plaza Porticada, que consistieron en la eliminación de las humedades y la construcción de unas escaleras de acceso accesibles, y una cubierta exterior de vidrio. La obra museística y su acondicionamiento para las visitas turísticas tuvo un coste de 265.000 euros, aprobados por el entonces alcalde de la ciudad Íñigo de la Serna. Finalmente el costo de la obra, que fue ganada en licitación por Excavaciones Palomera, fue de 179.322 euros.
El nuevo espacio para la memoria de la ciudad fue inaugurado al público en noviembre de 2014.

## Uso museístico
En la actualidad el búnker alberga audiovisuales y una exposición permanente con objetos de la época: lápidas de dos aviadores de la Legión Cóndor que murieron en Santander, un equipo completo de aviador de la Legión Cóndor, una bomba de 250 kilos, tipo Spren Cylindrische alemana, cedida por el Museo de Aeronáutica de España y otros objetos variados como fotografías, juguetes, cromos, mobiliario, etc.